# Благовещенский (Зилаирский район)
Благовещенский (баш. Благовещен) — хутор в Зилаирском районе Республики Башкортостан Российской Федерации. Входит в состав Зилаирского сельсовета.

## География

### Географическое положение
Расстояние до:
- районного центра (Зилаир): 28 км,
- ближайшей железнодорожной станции (Сибай): 133 км.

## Население
| 2002 | 2009 | 2010 |
| ---- | ---- | ---- |
| 3    | ↘0   | →0   |

### Национальный состав
Согласно переписи 2002 года, преобладающие национальности — русские (67 %), башкиры (33 %).